# Altissimo (Italia)
Altissimo (Altìsimo in veneto) è un comune italiano di 2 146 abitanti della provincia di Vicenza in Veneto. Fa parte del Parco della Lessinia.

## Geografia fisica
Il centro del paese è posto nella valle del Chiampo a 672 metri sul livello del mare.

## Storia
L'abitato si è sviluppato nel XIII secolo in seguito alla colonizzazione di popolazioni di etnia tedesca (i cosiddetti cimbri), anche se l'organizzazione civile ed ecclesiastica della zona va collocata nel periodo precedente. Il 5 febbraio 1287 il cimbro Olderico da Altissimo stipulò un contratto con il vescovo di Verona Bartolomeo della Scala, diventando gastaldo del territorio.
Le notizie del periodo medievale sono in realtà poche e si riferiscono per la maggior parte alla chiesa di San Nicola e alle contrade Molino e Costa; non vi è alcuna traccia della presenza di castelli.
Nel 1336 Altissimo partecipò alle lotte contro Mastino II della Scala, al fianco di Padova e Venezia. Agli Scaligeri successero, nel 1387, i Visconti e, infine, la Repubblica di Venezia (1404).
Durante il dominio della Serenissima si passò da un'economia di sussistenza basata su piccoli e medi proprietari locali a un'economia di profitto monopolizzata da nobili e borghesi.
Passato il convulso periodo napoleonico, Altissimo divenne comune del Regno Lombardo-Veneto inquadrato nel distretto di Arzignano della provincia di Vicenza, situazione che si è sostanzialmente mantenuta sino ai nostri giorni.
Degno di nota il periodo della seconda guerra mondiale. Dopo l'armistizio di Cassibile, la popolazione soccorse numerosi soldati sbandati che passavano per la zona. Inoltre, all'inizio dell'ottobre 1943 nacquero le prime formazioni partigiane che ebbero l'appoggio di molte famiglie locali, pur rischiando le rappresaglie nazi-fasciste. Nei giorni successivi alla fine del conflitto, il paese fu attraversato da soldati tedeschi in ritirata: alcuni vennero affrontati e disarmati, altri depredarono case e fecero ostaggi.

### Simboli
Lo stemma del comune di Altissimo è stato riconosciuto con decreto del capo del governo del 3 settembre 1929.
Il gonfalone, concesso con decreto del presidente della Repubblica del 9 dicembre 1983, è un drappo troncato di bianco e di azzurro.

## Società

### Evoluzione demografica
Abitanti censiti

## Amministrazione
| Periodo        | Periodo        | Primo cittadino           | Partito                                      | Carica  | Note |
| -------------- | -------------- | ------------------------- | -------------------------------------------- | ------- | ---- |
| 27 giugno 1985 | 20 giugno 1990 | Paolo Monchelato          | DC                                           | Sindaco |      |
| 20 giugno 1990 | 4 giugno 1991  | Paolo Monchelato          | DC                                           | Sindaco |      |
| 4 giugno 1991  | 24 aprile 1995 | Adriano Graizzaro         | DC                                           | Sindaco |      |
| 24 aprile 1995 | 14 giugno 1999 | Adriano Graizzaro         | lista civica                                 | Sindaco |      |
| 14 giugno 1999 | 14 giugno 2004 | Liliana Teresa Monchelato | lista civica (centrodestra)                  | Sindaco |      |
| 14 giugno 2004 | 8 giugno 2009  | Liliana Teresa Monchelato | lista civica (centrodestra)                  | Sindaco |      |
| 8 giugno 2009  | 26 maggio 2014 | Valeria Antecini          | lista civica (centrodestra)                  | Sindaco |      |
| 26 maggio 2014 | 26 maggio 2019 | Liliana Teresa Monchelato | lista civica Altissimo Futuro (centrodestra) | Sindaco |      |
| 26 maggio 2019 | in carica      | Omar Loris Trevisan       | lista civica Impegno per Altissimo           | Sindaco |      |